# Liu Shoubin
Liu Shoubin, född 3 mars 1968, är en kinesisk före detta tyngdlyftare.
Han blev olympisk silvermedaljör i 56-kilosklassen i tyngdlyftning vid sommarspelen 1992 i Barcelona.